# Boeing F-15SE Silent Eagle
F-15SE Silent Eagle je nadograđeni model višenamjenskog lovca F-15 Strike Eagle, čiju nadogradnju vrši tvrtka Boeing. To je lovac pete generacije sa značajkama kao što su unutarnji prijevoz oružja i RAM radar.

## Dizajn i razvoj
Demonstrativnu verziju lovca F-15SE Silent Eagle, Boeing je prikazao 17. ožujka 2009. F-15 SE koristi tehnologiju lovaca pete generacije kao što su smanjenje radarskog presjeka (RCS) i RAM radar. Vertikalni rep lovca stavljen je na 15 stupnjeva prema van, čime je dodatno smanjen radarski presjek.
Kako bi se dobila ušteda na prostoru, oružje je smješteno pokraj spremnika goriva.
Sam F-15 SE namijenjen je postojećim korisnicima F-15 Strike Eagle lovca, jer Silent Eagle obuhvaća nadogradnju na postojećim Strike Eagle lovcima. Tako je, između ostalog, Silent Eagle namijenjen Izraelu, Saudijskoj Arabiji, Japanu i Južnoj Koreji.
Također, američka Vlada odobrila je potencijalni izvoz F-15 SE. Tako se za izvoz F-15 SE potrebna izvozna dozvola kao primjerice za F-35.
U nadograđeni model, uključen je i Raytheon AESA radar i novi sustav namijenjen elektroničkom ratovanju, kojeg je razvila tvrtka BAE Systems.
Ovaj model prvenstveno je namijenjen za borbe u zraku (eng. dog fight), u čemu je mnogo učinkovitiji, nego od primjerice napada na ciljeve na tlu.
U ožujku 2009., Boeing je prvi puta poletio s nadograđenim (ne proizvedenim) F-15 SE lovcem, te je službeno ponuđena nadogradnja postojećih F-15 Strike Eagle lovaca na standard Silent Eagle, svim korisnicima na svijetu.
Zrakoplov je sposoban nositi unutarnje i vanjsko oružje ispod svakog krila.
Pojedinačna cijena lovca je 100 mil. USD, u nju su uključeni rezervni dijelovi i tehnička podrška. Kompanija Boeing tražila je druge kompanije za zajedničko ulaganje kako bi se smanjili troškovi ulaganja.
U lipnju 2009., tvrtka Boeing izjavila je da će demonstrativni let sa Silent Eagle lovcem imati u trećem kvartalu 2010. godine. Tijekom kolovoza i rujna 2009. Boeing izvodi testiranje radarskog poprečnog presjeka.
U rujnu 2009. Saudijska Arabija izjasnila se za kupnju 72 F-15 SE lovaca.

## Tehničke karakteristike
Osnovne karakteristike
- posada: 2
- dužina: 19.43 m
- raspon krila: 13.05 m
- površina krila: 56.5 m²
- visina: 5.63 m
- aeroprofil: NACA 64A006.6 (korijen krila), NACA 64A203 (vrh krila)

Letne karakteristike
- najveća brzina: + 2,5 Macha (+ 2.650 km/h, + 1.650 mph)
- dolet: 3.900 km (2.400 milja) - s jednim unutarnjim i tri vanjska odbaciva spremnika goriva
- brzina penjanja: 254 m/sek. (50.000 stopa u min.)
- najveća visina leta: 18.200 m
- motor: 2× Pratt & Whitney F100-229 turbofen motor s naknadnim izgaranjem

Naoružanje
- naoružanje:
- Top: 1× 20 mm (0.787 in) M61 Vulcan, 510 metaka
- Nosač oružja: prijenos različitih raketa, bombi i sl.
- defanzivne mjere:
- APG-82 radar (AESA radar)
- DEWS sustav elektroničkog ratovanja
- digitalni sustav kontrole letenja (DFCS)
- Lockheed Martin napredni elektro-optički sustav ciljanja
- infracrveni sustav traženja (IRST)
- Link-16 (ratni data link)

- Podaci su preuzeti s F-15E američkih zračnih snaga,[11] Boeing Backgroundera sa Silent Eaglea[12] te knjige Steve Daviesa o ovome lovcu.[13]

## Vidjeti također
Povezani zrakoplovi
- F-15E Strike Eagle
- F-15 Eagle

Usporedivi zrakoplovi
- F-35 Lightning II
- Eurofighter Typhoon
- Dassault Rafale
- F/A-18E/F Super Hornet
- Mikoyan MiG-35
- Suhoj Su-30
- Suhoj Su-35BM